# Mitsou (Sängerin)

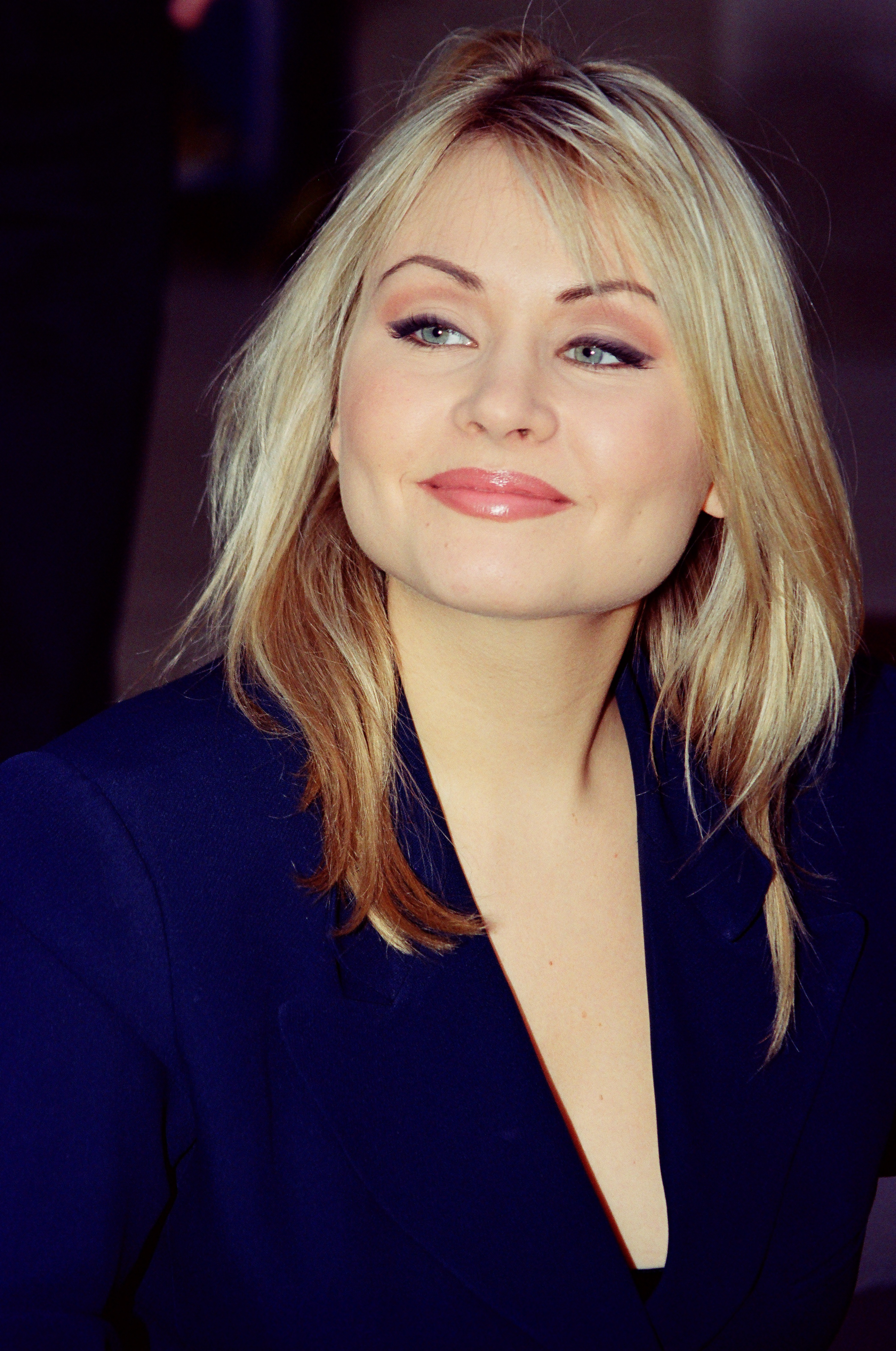
Mitsou

Mitsou Annie Marie Gélinas (* 1. September 1970 in Loretteville, Quebec) ist eine kanadische Popsängerin, Unternehmerin, Fernseh- und Radiomoderatorin und Schauspielerin. Als Schauspielerin wird sie Mitsou Gélinas genannt, ihre Musik veröffentlicht sie als Mitsou.

## Biografie
Mitsou wurde in Loretteville, Quebec, geboren und ist die Enkelin des Schauspielers und Regisseurs Gratien Gélinas. Sie begann als Kind mit der Schauspielerei, etwa in der französisch-kanadischen Seifenoper Terre humaine, und ging als Jugendliche dem Gesang nach.
1988 unterschrieb sie einen Vertrag mit Isba Records und veröffentlichte ihre erste Single, „Bye Bye Mon Cowboy“ (komponiert und produziert von Jean-Pierre Isaac), welche 1989 zum französischsprachigen Pop-Hit in Kanada wurde. Im selben Jahr veröffentlichte sie ihr erstes Album, „El Mundo“, das die Singles „La Corrida“ und „Les Chinois“ hervorbrachte.
1990 erschien ihr zweites Album, „Terre des hommes“. Das Men-Without-Hats-Mitglied Ivan Doroschuk schrieb den Titelsong und ihren ersten englischsprachigen Track „A Funny Place (The World Is)“. Die Single „Mademoiselle Anne“ konnte nicht denselben kanadaweiten Erfolg wie ihre erste Single verzeichnen, jedoch rückte „Dis-moi, dis-moi“ Mitsou 1991 wieder ins Rampenlicht. Das kontroverse Musikvideo, das Mitsou, sowie männliche und weibliche Models, nackt in einem Duschraum zeigte, erregte dabei Aufmerksamkeit.
Das Video, welches nur einige Monate nach Madonnas „Justify My Love“ veröffentlicht wurde, wurde von dem TV-Musiksender MuchMusic ebenfalls aus dem Programm verbannt. Das Late-Night-Programm „City Limits“ hatte zwar die Erlaubnis, das Video abzuspielen, wollte die Pop-Single jedoch nicht in sein Alternative-Rock-Format einbinden.
Es ist anzumerken, dass das Musikvideo auf dem französischsprachigen Schwesterkanal MusiquePlus nicht verboten, sondern häufig in Rotation war. Mitsous manager Pierre Gendron führte dies darauf zurück, dass das englischsprachige Kanda prüder sei als Quebec.
Da MuchMusic innerhalb weniger Monate zwei sehr bekannte Pop-Videos von seinem Sender entfernt hatte, erstellte der Sender ein neues Late-Night-Programm, „Too Much 4 Much“, das verbotene Videos zusammen mit Diskussionen über die Kontroversen dieser Musikvideos zeigte. Das umstrittene Musikvideo sorgte dafür, dass die Single in ganz Kanada gehört wurde, obwohl der Text ausschließlich auf Französisch verfasst ist.

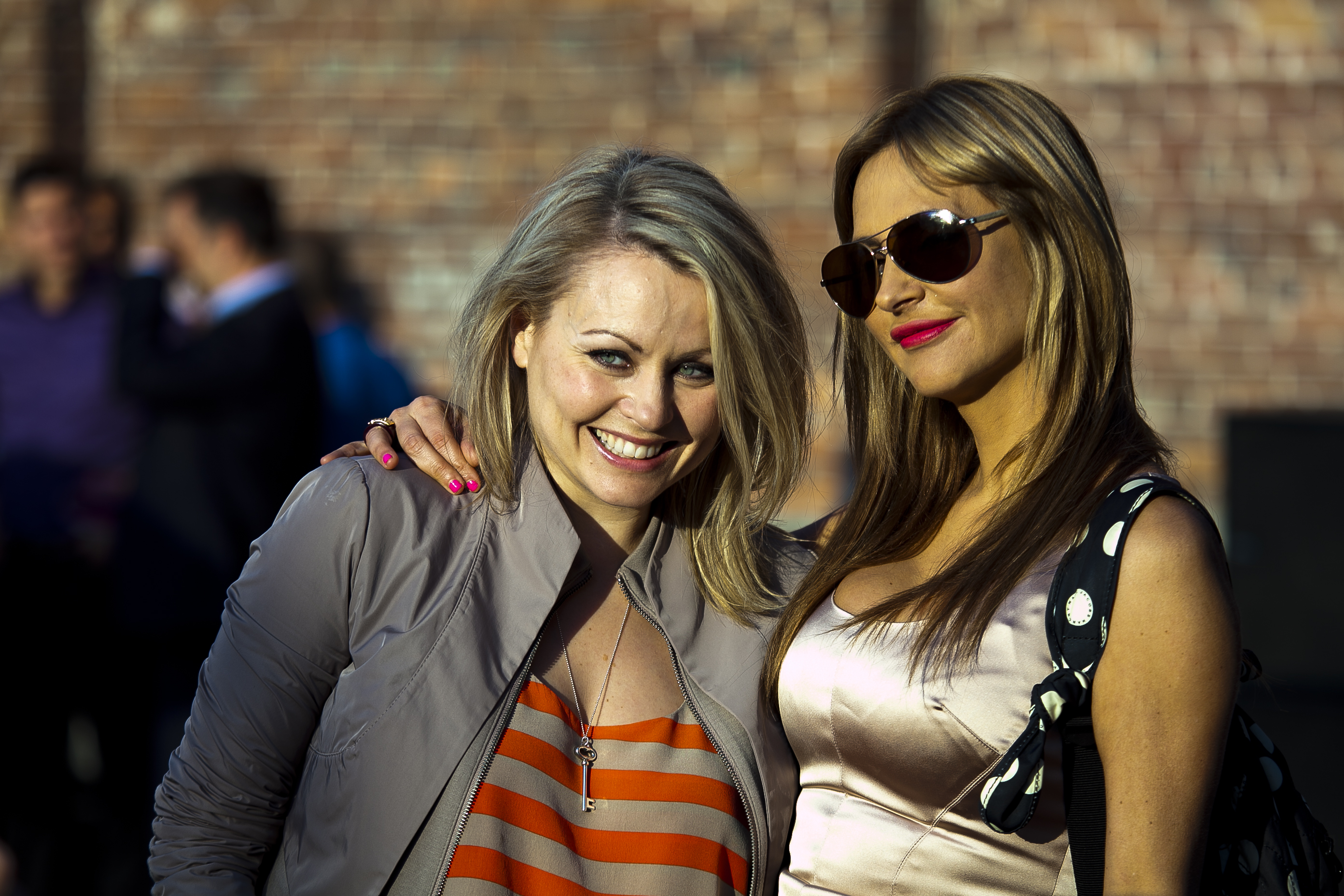
Mitsou (links) mit Anne-Marie Losique, 2012.

Die EP „Heading West“ (1992) war eine Sammlung früherer Hits und neuer Tracks sowohl auf Englisch als auch auf Französisch. Trotz des Titelsongs, der von Cyndi Lauper mitgeschrieben wurde, und der häufigen Wiedergabe der Single „Deep Kiss“ im Radio oder auf Fernsehsendern, gelang ihr dabei kein nennenswerter Pop-Hit. Auch ihr erstes ausschließlich englischsprachiges Album „Tempted“ (1993), dessen Lead-Single „Everybody Say Love“ von RuPaul geschrieben wurde, konnte keinen maßgeblichen Erfolg verzeichnen. Das zugehörige Musikvideo enthielt Nacktheit und Homosexualität, hat in den Medien jedoch kaum Aufmerksamkeit erregt.
Daraufhin nahm sie erneut hauptsächlich Musik in französischer Sprache auf und veröffentlichte 1994 ihr Album „Ya Ya“ (mit dem Track „Ya Ya“ als Lee Dorsey Cover), das Cover-Versionen von beliebten Liedern aus dem Quebec der 60er und 70er enthielt. Außerdem veröffentlichte sie 1995 ein Weihnachtsalbum mit dem Titel „Noel“ mit einigen Weihnachtsklassikern aus Quebec.
Das nächste Album „Mitsou (Éponyme)“ erschien 1999 nach einer Pause und beinhaltete vom Hip-Hop inspirierte Beats mit einem Street-Rock-Sound. Sie co-produzierte und schrieb alle Tracks mit. Die club-orientierte EP „Vibe“ folgte 2002 und enthielt Remix-Versionen früherer Tracks, wie etwa „Bye Bye Mon Cowboy“ oder „Money Penny“.

## Weitere Errungenschaften
Mitsou spielte in einer Reihe von Filmen aus Quebec mit, zuletzt in Denys Arcands Oscar-prämiertem Film „Die Invasion der Barbaren“. Besonderen Erfolg hatte sie mit dem Film „Coyote“ (1992), der während ihrer Popularität als Sängerin erschien. Sie schrieb zudem das Lied „Le Toucher“ für den Film „Der Knochenjäger“.
2000 wurde Mitsou Teil des Morgenprogramms des Radiosenders Énergie 94.3 FM in Montreal. Sie hatte einen schlagartigen Erfolg, was sich an den hohen Einschaltquoten und der großen Beliebtheit bei 18- bis 34-Jährigen bewies, die sie zehn Jahre zur Nummer-1-Morgensendung machten. Nach 12 Jahren hörte Mitsou mit der Sendung auf und machte bekannt, dass sie einen Vertrag als Co-Moderator mit dem Rivalen CFCY-FM unterschrieb.
Seit 2001 ist sie Herausgeberin des Quebec-Magazins „Clin d'oeil“, das sich an jüngere Frauen richtet. 2005 moderierte sie die Sendung „Au Courant“ auf CBC Newsworld, einer englischsprachigen Sendung, die sich darauf konzentriert, „was im französischen Kanada angesagt ist und passiert“
Im Februar 2009 wurde bekannt gegeben, dass Mitsou Schönheitsexpertin für Lise Watier, eine kanadische Kosmetik- und Hautpflegeproduktlinie, werden und anschließend in den Werbekampagnen des Unternehmens auftreten würde.
2009 moderierte sie die Dokumentarserie „Comment va ta famille?“, die den Zustand von Familien in Quebec in den Jahren 2008–2009 zeigt, sowie das Fernsehmagazin „La liste“, das von Marie-France Bazzo für ARTV produziert wurde. Sie gehörte auch zur Besetzung von „The Child Prodigy“ (L’Enfant prodige), einem Film über den Pianisten André Mathieu, in dem sie Vivianne Jobin, eine von Mathieus Geliebten, spielte.
Im Herbst 2009 wurde sie Moderatorin für die Fernsehsendung „Kampaï ! À votre santé“ für Radio-Canada, die sich mit gesundem Kochen und Essen beschäftigt.
Im August 2010 heiratete Mitsou Iohann Martin, ihren Partner seit 15 Jahren, in einer „Überraschungshochzeit“, die er ohne ihr Wissen zu ihrem 40. Geburtstag organisiert hatte. Sie haben zwei Töchter.
Mitsou begann, neue Singles über ihre Website zu veröffentlichen, sobald sie neue Inspiration fand. Das erste davon ist eine Zusammenarbeit zwischen Mitsou und Creature mit dem Titel „On vole“ und wurde 2011 veröffentlicht.
2021 trat sie als Gastjurorin in einer Folge der zweiten Staffel von „Canada's Drag Race“ auf. Ihre Single „Everybody Say Love“ aus dem Jahr 1993, ursprünglich von RuPaul geschrieben, wurde als Playback für „Your Life Number“ verwendet.

## Diskographie

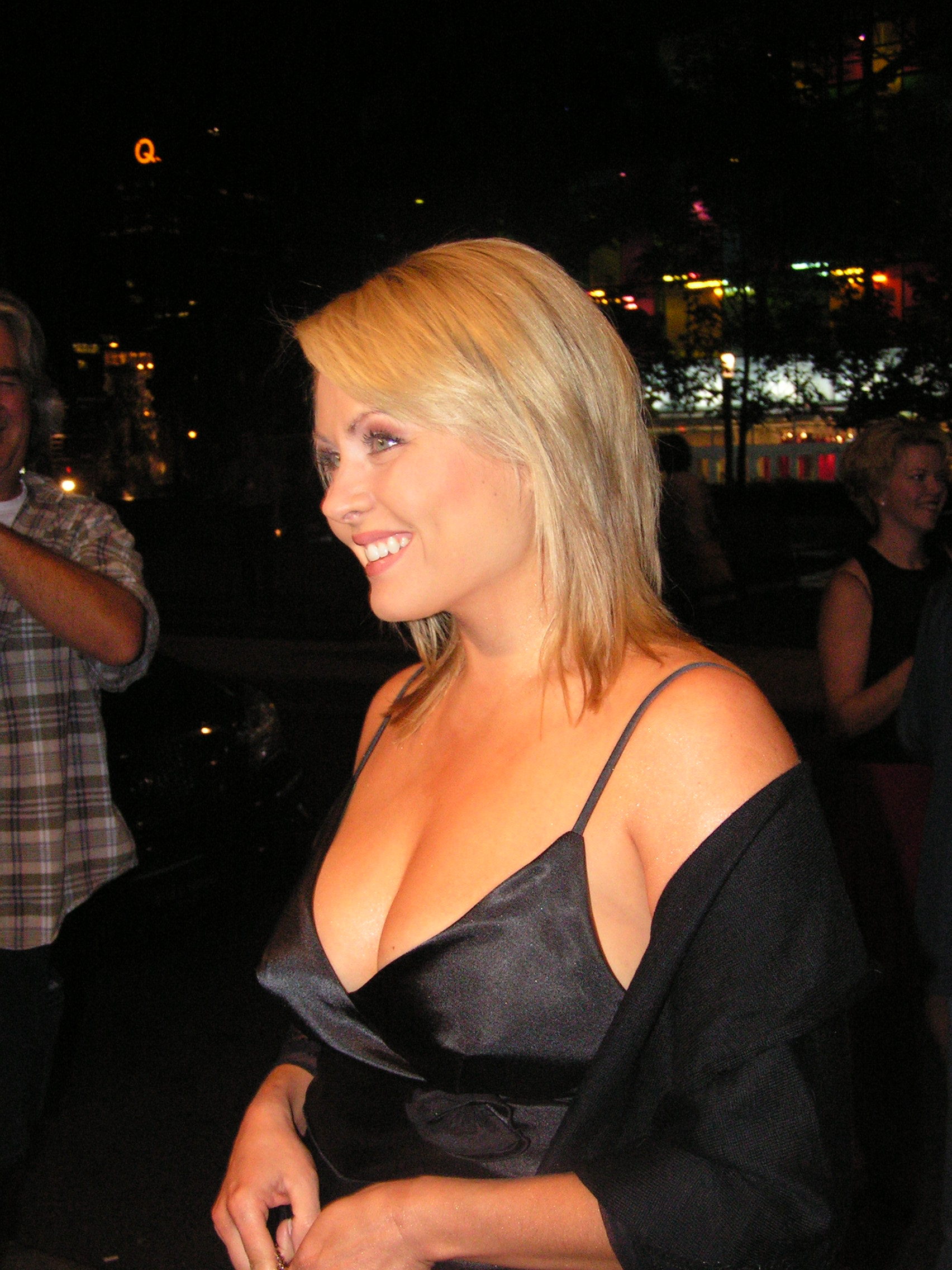
Mitsou, 2004

### Alben
- El Mundo (Isba) 1988 (Platin)
- Terre des Hommes (Isba) 1990 (Gold)
- Heading West (Isba) 1992
- Mitsou (Hollywood Records) 1992 (U.S.A. Sammlung)
- Tempted (TOX) 1993
- Ya Ya (TOX) 1994
- Noël (TOX) 1995
- La Collection (Unidisc) 1997 (Sammlung)
- Mitsou (Dazmo) 1999
- Vibe EP (Dazmo) 2002

### Singles
- „Bye Bye mon Cowboy“ (Isba) (1988) Kanada Nr. 63 / Québec Nr. 1 (6 Wochen)
- „Les Chinois“ (Isba) (1989) Québec Nr. 2
- „La Corrida“ (Isba) (1989)
- „Mademoiselle Anne“ (Isba) (1990)
- „Dis-moi, dis-moi“ (Isba) (1991) Kanada Nr. 63
- „Lettre à un Cowboy“ (Isba) (1991) Québec Nr. 1
- „A Funny Place (The World Is)“ (Isba) (1991)
- „Deep Kiss“ (Isba) (1992)
- „Heading West“ (Isba) (1992)
- „Everybody Say Love“ (1993)
- „Le Yaya“ (1994)
- „Comme j'ai toujours envie d'aimer“ (1994)
- „Ouvre-moi“ (1999)
- „Si tu m'aimes encore“ (1999)
- „Les Ronces“ (1999)
- „La Vie Sera“ (1999)
- „A Toi (You and I)“ (2002)
- „Bye Bye Mon Cowboy (vibe mix)“ (2002)
- „Mon Roi“ (2002)
- „On vole“ (2011)